# Mirela Kumbaro
Mirela Kumbaro Furxhi (ur. 4 marca 1966 w Tiranie) – albańska polityk, tłumacz i pedagog.

## Życiorys
Córka Mentara i Azbije. W 1988 ukończyła studia z zakresu filologii romańskiej na Uniwersytecie Tirańskim. Studia kontynuowała na uniwersytecie Paris III. W 2009 obroniła pracę doktorską. W 2012 uzyskała tytuł profesorski. Prowadziła wykłady na uniwersytecie tirańskim, pracowała także jako tłumacz i ekspert projektów międzynarodowych. W jej dorobku są m.in. tłumaczenia Milana Kundery i Marguerite Duras na język albański.
Związała się z Socjalistyczną Partią Albanii. W 2013 objęła stanowisko ministra kultury w rządzie, kierowanym przez Edi Ramę. W wyborach 2017 zdobyła mandat deputowanej do parlamentu startując z listy Socjalistycznej Partii Albanii w okręgu Gjirokastra. Od września 2021 kieruje resortem turystyki i ochrony środowiska.
W życiu prywatnym jest mężatką (mąż Aleksander Furxhi), ma dwoje dzieci (Sara i Tom).